# Studenec (gmina Sevnica)
Studenec – wieś w Słowenii, w gminie Sevnica. W 2018 roku liczyła 189 mieszkańców.